# Grammicolepidinae
Die Grammicolepidinae sind eine Unterfamilie der Grammicolepididae innerhalb der Petersfischartigen und umfassen zwei von drei Arten der Familie (alle außer Macrurocyttus acanthopodus). Sie kommen im Atlantik, im Indischen Ozean und im Pazifik über den Kontinentalabhängen in Tiefen von 120 bis 1000 Metern vor.

## Merkmale
Die Arten der Grammicolepidinae werden maximal 15 bzw. 64 cm lang und besitzen einen besonders hochrückigen, seitlich abgeflachten Körper, große Augen, ein kleines Maul und zwei getrennte Rückenflossen. Der Körper ist mit vertikal gestreckten Schuppen bedeckt. Der Oberkiefer ist kürzer als der Augendurchmesser. Die Anzahl der Branchiostegalstrahlen liegt bei 7, die der Wirbel bei 37 bis 44, davon liegen 10 bis 11 im Abdomen und 8 bis 10 im Schwanzstiel. Von den fünf Hypuralia sind die ersten vier mit den Wirbeln verwachsen, die fünfte steht frei. Auch zwei Epuralia, längliche, freistehende Knochen im Schwanzflossenskelett, sind zu finden. Ein Basisphenoid (Keilbein) ist als kurzer Schaft an der Vorderseite des hinteren Myodoms vorhanden. Auch Parietale und Metapterygoid sind vorhanden. Eine bis zahlreiche Rippen sind verknöchert. Auch zahlreiche Epineuralia (Gräten) sind vorhanden.
- Flossenformel: Dorsale V–VII/27–34, Anale II/27–35, Ventrale I/6, Caudale 15 (oben und unten je ein weiterer Nebenflossenstrahl).

Die Ränder verschiedener Bauchflossenstrahlen sind gesägt. Bei Jungfischen ist der erste Flossenstachel der Afterflosse stark verlängert.

## Systematik
Es gibt zwei Arten in zwei monotypischen Gattungen:
- Grammicolepis
  - Grammicolepis brachiusculus Poey, 1873.
- Xenolepidichthys
  - Xenolepidichthys dalgleishi Gilchrist, 1922.